# Belgische militaire begraafplaats van Veltem
De Belgische militaire begraafplaats van Veltem is een militaire begraafplaats aan de Brusselsesteenweg in de Belgische plaats Veltem-Beisem.
Deze begraafplaats heeft een oppervlakte van 114 are waarop 904 Belgische graven liggen uit de Eerste Wereldoorlog. Van de 904 overledenen zijn er 239 niet geïdentificeerd. De soldaten die hier liggen zijn omgekomen tijdens de Uitval van Antwerpen, 24 t/m 26 augustus 1914.